# فرودگاه آرسو
فرودگاه آرسو (به انگلیسی: Arso Airport) یک فرودگاه با کد یاتا ARJ است . این فرودگاه در کشور اندونزی قرار دارد .